# Monitor Group
Monitor Group é uma empresa privada de consultoria de gestão estratégica com sede em Cambridge, Massachusetts. Foi fundada em 1983 por um grupo de professores da Harvard Business School, incluindo Michael Porter e o atual presidente Mark Fuller.

## Organização
O Monitor Group divide-se em diferentes empresas que são focadas em serviços de assessoria executiva. Atualmente, possui cerca de 1000 funcionários em 21 escritórios ao redor do mundo que atuam de forma integrada. Os diferentes escritórios não atuam como unidades de negócios separados, mas sim como instâncias de uma mesma empresa, e os lucros são consolidados globalmente.

## Competidores
Os principais competidores no mercado de consultoria de alta-gestão são McKinsey & Company, The Boston Consulting Group, Bain & Company, A.T. Kearney e Booz & Company. O grande diferencial do Monitor Group é a prática de metodologias próprias.

## Clientes
Os principais clientes do Monitor Group são empresas privadas, governos e instituições sem fins lucrativos em todo o mundo que aspiram à liderança e buscam alavancar forças de novas idéias.

## Publicações
De acordo com a Harvard Business Review, sete dos dezesseis livros de negócios de maior influênca nos últimos 25 anos foram escritos por autores do Monitor Group. Uma de suas últimas publicações foi o livro 101 Inovações Brasileiras, de autoria de Gustavo Zevallos, sócio-diretor do escritório de São Paulo e especialista em Inovação. O livro se resume a um estudo detalhado sobre os aspectos de 101 produtos e processos inovadores que pequenas, médias e grandes empresas do Brasil desenvolveram para melhorar sua relação com o público e facilitar a vida do consumidor.

## Escritórios
Pequim

 Cambridge

 Casablanca

 Chicago

 Déli

 Dubai

 Johannesburg

 Londres

 Los Angeles

 Moscou

 Bombaim

 Munique

 Nova Iorque

 Paris

 São Francisco

 São Paulo

 Seul

Singapore

 Shanghai

 Tóquio

 Toronto

 Zurique